# 아카시아 꽃잎 필 때
"아카시아 꽃잎 필 때"는 한국에서 제작된 조긍하 감독의 1962년 영화이다. 신영균 등이 주연으로 출연하였고 이화룡 등이 제작에 참여하였다.

## 출연

### 주연
- 신영균
- 김혜정
- 장동휘
- 남춘역

## 기타
- 조명: 장기종
- 미술: 원제래